# 가시오 세이이치로
가시오 세이이치로(일본어: 柏尾 誠一郎, 1892년 1월 2일 ~ 1962년 9월 6일)는 일본의 남자 테니스 선수이며, 구마가에 이치야와 함께 일본의 첫 올림픽 메달리스트들 중의 하나였다. 그는 미국의 월터 웨스트브룩을 3-6, 6-3, 6-1, 11-9로 꺾으면서 캐나다 마스터스를 우승하였다.

## 인물
오사카 출신의 가시오는 도쿄 상과 대학(현재의 히토쓰바시 대학)을 졸업하고, 이어서 미쓰이 물산에 의하여 고용되어 그 회사의 뉴욕 지사에 주재되었다. 그는 1918년 US 오픈에 나가 3라운드에서 끝냈다. 또한 이듬해 US 오픈에 참가하여 2라운드에서 마쳤다.
1920년 안트베르펀 올림픽에서 가시오는 단식 경기의 3라운드에서 꺾였다. 하지만 구마가에 이치야와 짝을 이루어 남자 복식에서 은메달을 땄다. 결승전에서 가시오와 구마가에는 영국의 오스월드 턴불과 맥스 우스넘에게 2-6, 7-5, 5-7과 5-7로 패하였다.
가시오는 1912년 국제 테니스 도전에서 준우승을 한 첫 일본 데이비스 컵 팀의 일원이었다. 그는 이어서 1923년 데이비스 컵에서 시미즈 젠조와 짝을 지어 준결승전에 도달하였다. 그 후에 그는 경연으로부터 은퇴하고, 이어서 경력에 대해서는 약간 알려진 것으로 보였다.